# Tolono
Tolono és una vila dels Estats Units a l'estat d'Illinois. Segons el cens del 2000 tenia 2.700 habitants.

## Demografia
Segons el cens del 2000, Tolono tenia 2.700 habitants, 1.083 habitatges, i 753 famílies. La densitat de població era de 557,5 habitants/km².
Dels 1.083 habitatges en un 36,3% hi vivien nens de menys de 18 anys, en un 55,6% hi vivien parelles casades, en un 10,3% dones solteres, i en un 30,4% no eren unitats familiars. En el 26,1% dels habitatges hi vivien persones soles el 9,7% de les quals corresponia a persones de 65 anys o més que vivien soles. El nombre mitjà de persones vivint en cada habitatge era de 2,49 i el nombre mitjà de persones que vivien en cada família era de 2,99.
Per edats la població es repartia de la següent manera: un 27,4% tenia menys de 18 anys, un 6,7% entre 18 i 24, un 33,5% entre 25 i 44, un 21,4% de 45 a 60 i un 11% 65 anys o més.
L'edat mediana era de 36 anys. Per cada 100 dones de 18 o més anys hi havia 93,8 homes.
La renda mediana per habitatge era de 44.200 $ i la renda mediana per família de 51.763 $. Els homes tenien una renda mediana de 36.875 $ mentre que les dones 24.694 $. La renda per capita de la població era de 19.894 $. Aproximadament el 3,3% de les famílies i el 5,6% de la població estaven per davall del llindar de pobresa.

## Poblacions més properes
El següent diagrama mostra les poblacions més properes.